# Histoire de la médecine vétérinaire
L'histoire de la médecine vétérinaire retrace l'évolution des soins aux animaux depuis les premiers temps de leur domestication jusqu'à la création et au développement d'une profession spécifique chargée de la médecine et de la chirurgie des espèces domestiques et sauvages.
Primitivement empiriques et confinés aux professions en contact avec les animaux (pasteurs, bergers, métayers), les soins aux animaux concernent d'abord le bétail et restent longtemps extrêmement rudimentaires, jusqu'à la domestication du cheval. Le prestige de cet animal et l'importance de ses fonctions civiles et militaires poussent alors les autorités et les classes aisées à s'intéresser à sa santé et à développer, en Orient comme en Occident, le champ de l'hippologie et de l'hippiatrie.
En Occident, Grecs, Romains, Byzantins et Arabes participent tour à tour à la préservation et à l'enrichissement de ces vastes connaissances, que le développement du christianisme va progressivement mettre sous le boisseau. Après une longue période de stagnation où les pratiques empiriques mêlent superstition et charlatanisme, la Renaissance, puis les Lumières, apportent des avancées considérables dans le domaine de l'anatomie, de la médecine et de la chirurgie humaines et animales.
En Orient, où le cheminement de la médecine vétérinaire s'est fait parallèlement à celui de la médecine humaine, une pratique scientifique alignée sur la médecine vétérinaire occidentale coexiste avec les pratiques traditionnelles. À l'instar du cheval, d'autres espèces privilégiées, telles l'éléphant, le buffle ou le chameau, y bénéficient d'un traitement approfondi.
En Europe, la création, en 1762, de l'enseignement vétérinaire constitue le véritable acte de naissance de la profession. Il essaime rapidement à partir de la France et prouve lentement son utilité dans une Europe dont les conflits incessants consomment quantité de chevaux et favorisent le développement des épizooties. Luttant contre les empiriques implantés depuis plusieurs siècles dans les campagnes (maréchaux-ferrants, guérisseurs, marchands de bestiaux, bergers), les vétérinaires finissent par s'imposer dans la dernière partie du XIXe siècle.
Très tôt séparée de la médecine humaine, la médecine vétérinaire a longtemps développé une recherche active et parfois en avance sur celle-ci. Depuis le milieu du XXe siècle, elle bénéficie des avancées réalisées en médecine humaine et permet de proposer aux propriétaires d'animaux de rente et d'animaux de compagnie des techniques comparables à celles qui sont mises au service des patients humains. En matière de prévention, la médecine vétérinaire joue un rôle crucial dans le contrôle des épizooties et, par extension, dans l'hygiène des produits alimentaires d'origine animale.

## Proto-histoire des soins aux animaux
Dès les premiers temps de la domestication, il est vraisemblable que les sociétés humaines, conscientes de la valeur des animaux qu'elles élevaient, ont le souci de les maintenir en bonne santé et développent des pratiques allant dans ce sens. Si ces approches restent approximatives en matière médicale, il est avéré - si l'on s'en rapporte aux trépanations réalisées sur des crânes humains - qu'elles sont osées et couronnées de succès en matière chirurgicale. Il ne fait pas de doute que les « chirurgiens-premiers » maîtrisaient la castration ainsi que le traitement des abcès et des fractures. Pour ce qui concerne les soins aux animaux, la médecine et la chirurgie sont dès le départ assurées par le même praticien,.

## Soins aux animaux domestiques dans l'Antiquité

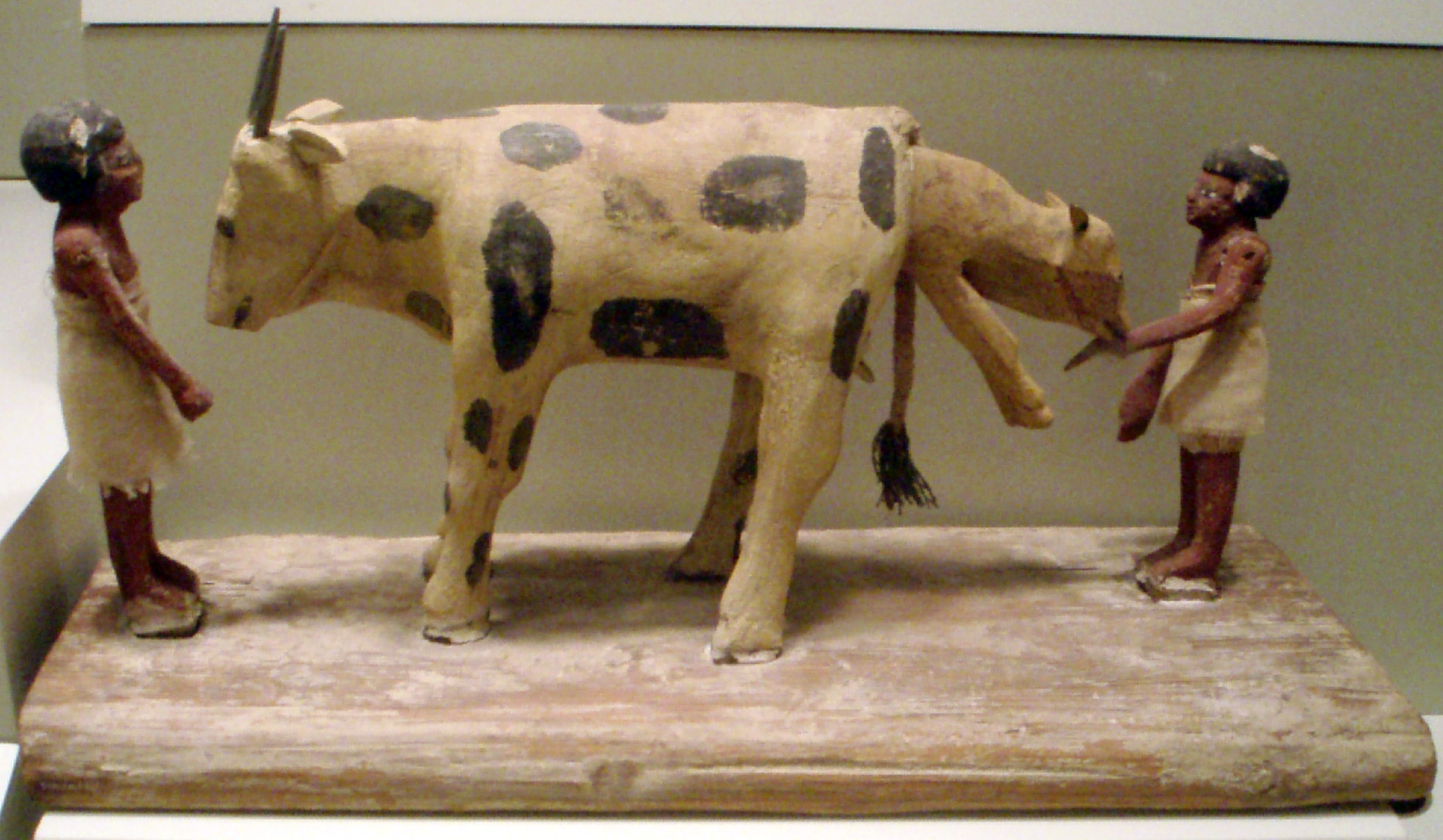
Figurine égyptienne illustrant l'aide au vêlage.

En Mésopotamie, sous le règne d'Hammurabi (Babylone, ca 2000 av. J.-C.), est édicté un code qui règle la vie civile du pays. Y figurent des dispositions relatives à l’exercice de la chirurgie vétérinaire : « Si le médecin des bœufs ou des ânes a traité d’une plaie grave un bœuf ou un âne et l’a guéri, le maître du bœuf ou de l’âne donnera au médecin pour son salaire un sixième d’argent. S’il a traité un bœuf ou un âne d’une plaie grave et a causé sa mort, il donnera le quart de son prix au maître du bœuf ou de l’âne. ».
Dans l'Égypte antique, des représentations graphiques témoignent de la domestication de nombreuses espèces animales et de leur utilisation agricole. On y voit, par exemple, un homme, tirant un veau par les membres antérieurs pour aider à la parturition. Un papyrus découvert en 1895 et datant du IIe millénaire avant notre ère fait état de traitements applicables à un chien qui titube ou aux maladies oculaires du bétail.
Le Grec Mégasthène, qui a séjourné en Inde comme ambassadeur, aux environs de l'an 300 av. J.-C., confirme l'existence d'une médecine pour éléphants. Sous les règnes de Chandra Gupta Maurya (300–298 av. J.-C.) et du roi Ashoka (237–232 av. J.-C.) existent deux classes d’hôpitaux : l'une pour les humains, l'autre pour les animaux. De très nombreux textes décrivent les maladies et les traitements applicables aux éléphants et aux chevaux.
Mais vers la même époque, les Hébreux envisagent la maladie comme étant d'origine entièrement surnaturelle et leur médecine est essentiellement théurgique.

## Le cheval, seul animal digne de soins

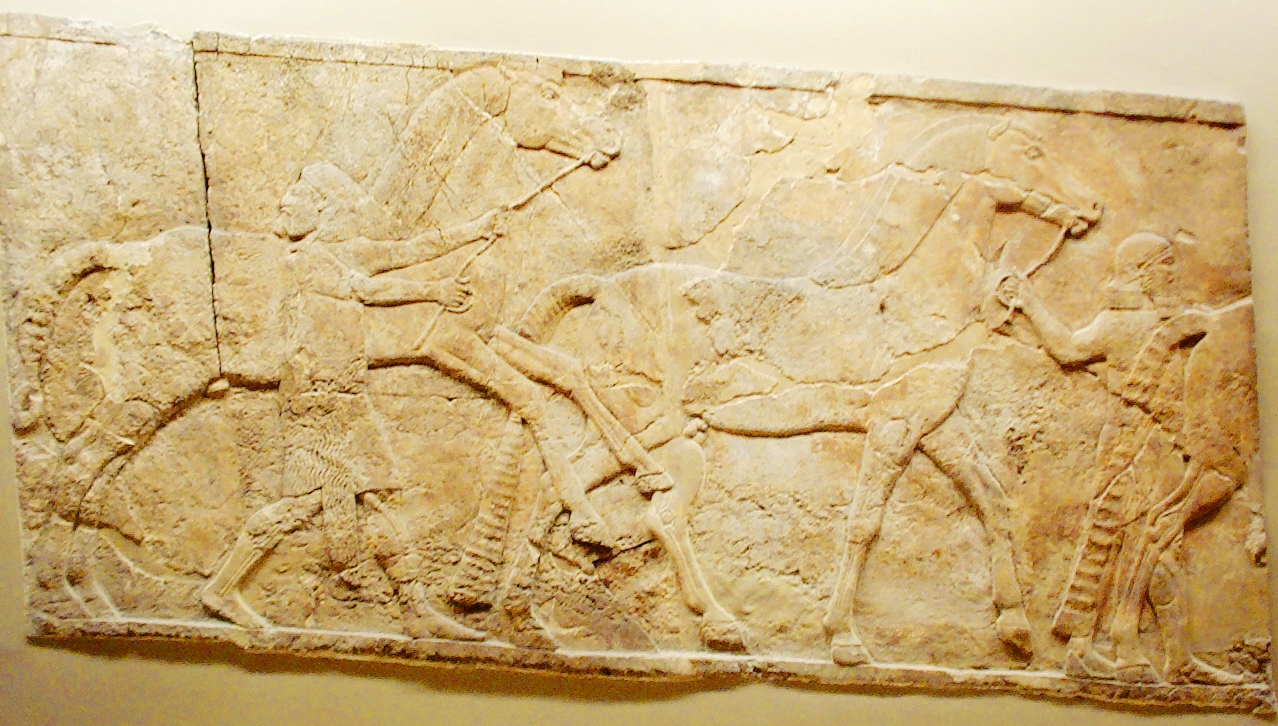
Palefreniers conduisant des chevaux. Bas-relief assyrien de Ninive conservé au British Museum (790-592 av. J.-C.).

Vers le IVe millénaire av. J.-C. débute la conquête du cheval et sa domestication. Les Assyriens montent à cheval à partir du Xe siècle avant notre ère. C’est en Chine vers le VIe siècle de notre ère qu’apparaissent pour la première fois les étriers, qu'on retrouve en Europe occidentale, sur des documents espagnols, au IXe siècle. L’avancée du cheval en Europe est contemporaine des Grecs et des Romains. Partout où elle est élevée, l'espèce équine acquiert  une valeur supérieure à celle des autres espèces domestiques, suscitant un intérêt particulier pour son élevage et ses pathologies,.
En 430 av. J.-C., Simon d’Athénes écrit un texte sur l'évaluation du cheval. Plus tard, Xénophon rédige le traité De l’équitation, contenant des observations sur la pathologie. Vers 350 av. J.-C. Aristote, faisant le bilan des connaissances humaines de son époque, réserve une place non négligeable à la médecine des animaux. Dans son Historia animalium, il parle de la morve, de la fourbure, du tétanos du cheval et évoque la rage du chien et la pneumonie du bœuf. L'origine de ces maladies fait cependant toujours l'objet d'hypothèses fantaisistes. Concernant la chirurgie, il liste l’hémostase par le feu, les sutures, le traitement opératoire de la hernie ombilicale, la castration des mâles par écrasement ou ablation des testicules.
En Occident, l'apport des Grecs concernant la médecine des animaux s’amenuise entre – 200 et 200 apr. J.-C. Ce sont les Romains, qui forgent le terme de vétérinaire, qui reprennent le flambeau. Ils ne séparent pas l'économie agricole de la médecine vétérinaire. Le Traité de l’agriculture de Marcus Terentius Varro (116-27 av. J.-C.) contient ainsi des chapitres sur les maladies du bétail. Vers 40 apr. J.-C., Columelle, dans son De re rustica, aborde la médecine des animaux et insiste sur l’importance, pour le métayer et le berger, des connaissances médicales. Au IIe siècle, les camps romains comportent un valetudinarium pour les soldats blessés ou malades, et un veterinarium destiné aux chevaux, et placé à proximité des forges.
Vers la fin du IVe et le début du Ve siècle, Végèce rédige, en latin, les Digesta artis mulomedicæ (ou Mulomedicina), un manuel de médecine vétérinaire pratique en quatre volumes. Il y compile les sources antérieures et les réorganise avec le souci de proposer des remèdes économiques et faciles à préparer. Son livre reste une référence pendant tout le Moyen Âge) et sera constamment recopié, publié et utilisé jusqu'au milieu du XVIIIe siècle.

## Hippologues et hippiatres de Byzance

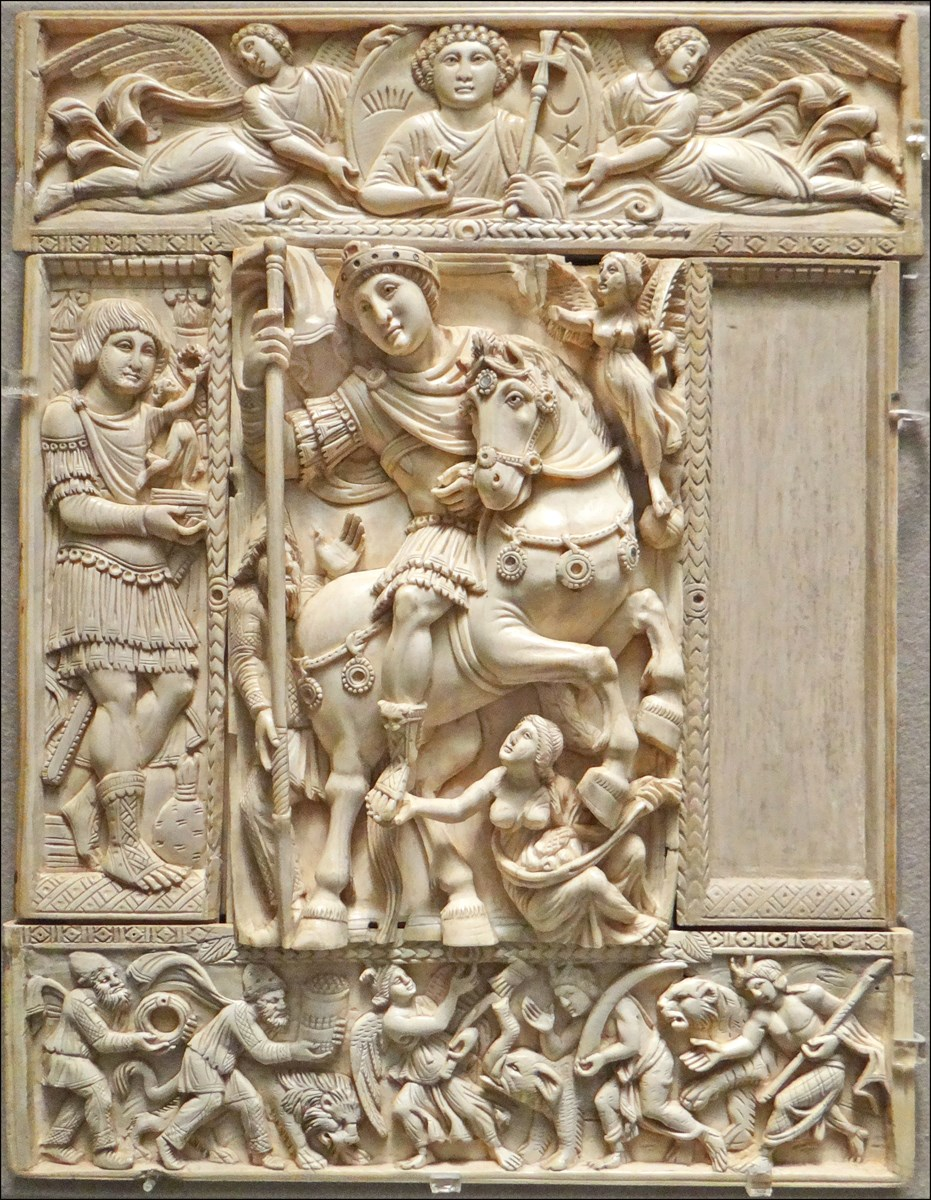
Empereur byzantin triomphant. Ivoire Barberini, Constantinople, première moitié du VI (Musée du Louvre, département des objets).

Après la chute de Rome, Byzance, recevant l’héritage du monde antique, conserve et reprend les travaux des agronomes, des hippiatres et des vétérinaires. Deux recueils, les Géoponica et les Hippiatrica rassemblent ainsi les connaissances léguées par les civilisations égyptienne et gréco-romaine en matière d'hippiatrie. Apsyrte, vétérinaire en chef de l’armée de l'empereur Constantin, apporte une contribution importante, à travers la correspondance qu'il échange avec les chefs militaires et avec d'autres hippiatres, sur le ton du maître parlant à ses élèves. Après lui, Hiéroclès traite de l’élevage, de l'évaluation et de l’entraînement du cheval. Concernant la médecine, il prône l’examen des symptômes présentés par le malade. Au IVe siècle, Théomneste, vétérinaire de l’empereur Licinius, poursuit ces travaux. La plupart de ces praticiens appartiennent alors à la classe privilégiée, possèdent une culture étendue, parlent d'égal à égal avec leurs correspondants haut placés. S'ils ignorent tout de la pathogénie des affections qu'ils observent, ils prennent des mesures pertinentes contre les maladies contagieuses, devinent le caractère héréditaire de certaines tares oculaires, ne négligent pas l'hygiène et font preuve d'une réelle capacité clinique qui leur permet de poser des diagnostics différentiels assez poussés. Ils maîtrisent la castration, leur recours à la saignée est raisonné, et ils traitent les fractures au-dessus du genou,.
En Occident, l'avènement du christianisme marque la rupture entre l'humain, doté d'une âme immortelle et l’animal, jusqu'alors respecté, au motif notamment d'une possible métempsycose. Toute maladie est alors censée venir de Dieu et toute connaissance concernant les intentions de Dieu vient de la Révélation. Le médecin est alors, quant à sa pratique, soumis à une stricte obédience et il doit s'effacer devant le prêtre. Les théologiens, interprètes de la parole divine, estiment que l’animal n’a pas à bénéficier des soins du monde médical. Une élite intellectuelle continue cependant à préserver les connaissances des Anciens et à s'intéresser à l’étude des manifestations de la vie. Mais ces travaux, réalisés sous le contrôle de l'Église, restent confinés afin de ne pas porter atteinte au dogme et au pouvoir religieux.

## Le temps des maréchaux et de la médecine traditionnelle

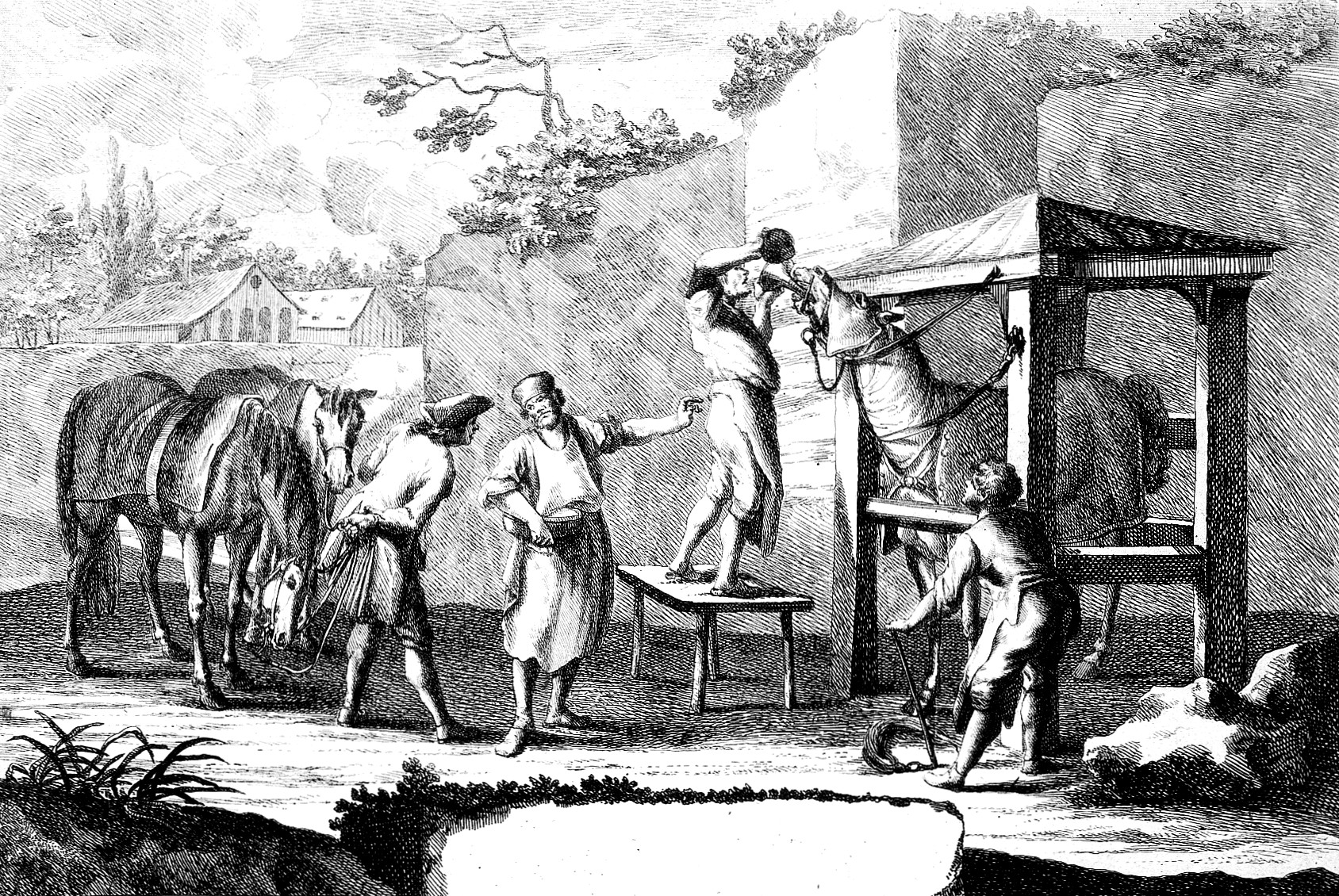
Gravure allemande du XVIIIe siècle représentant un praticien administrant un remède à un cheval.

En Occident, vers le milieu du IXe siècle, l'adoption de la ferrure à clous confère au maréchal, devenu maréchal-ferrant, un rôle nouveau : forger des fers, ferrer les pieds, corriger les boiteries. Reprenant à son compte  les connaissances des hippiatres, cette nouvelle corporation, jalouse de ses privilèges, entretient alors un savoir empirique qui va se transmettre de maître à apprenti, pendant plus de 800 ans. Entre le XIIe et le XIIIe siècle, elle prend son essor en Andalousie et en Italie. Apparentée aux métiers du fer et du feu, la maréchalerie et ses différents métiers  ne bénéficiera jamais d'une reconnaissance académique et cette ségrégation fera longtemps obstacle aux progrès des connaissances vétérinaires. Coupé des progrès de la connaissance et sevré de nouveautés, le métier sombre dans la routine empirique et s'éteint très lentement, non sans avoir  mené de féroces combats d'arrière-garde, après la fondation des écoles vétérinaires au XVIIIe siècle.

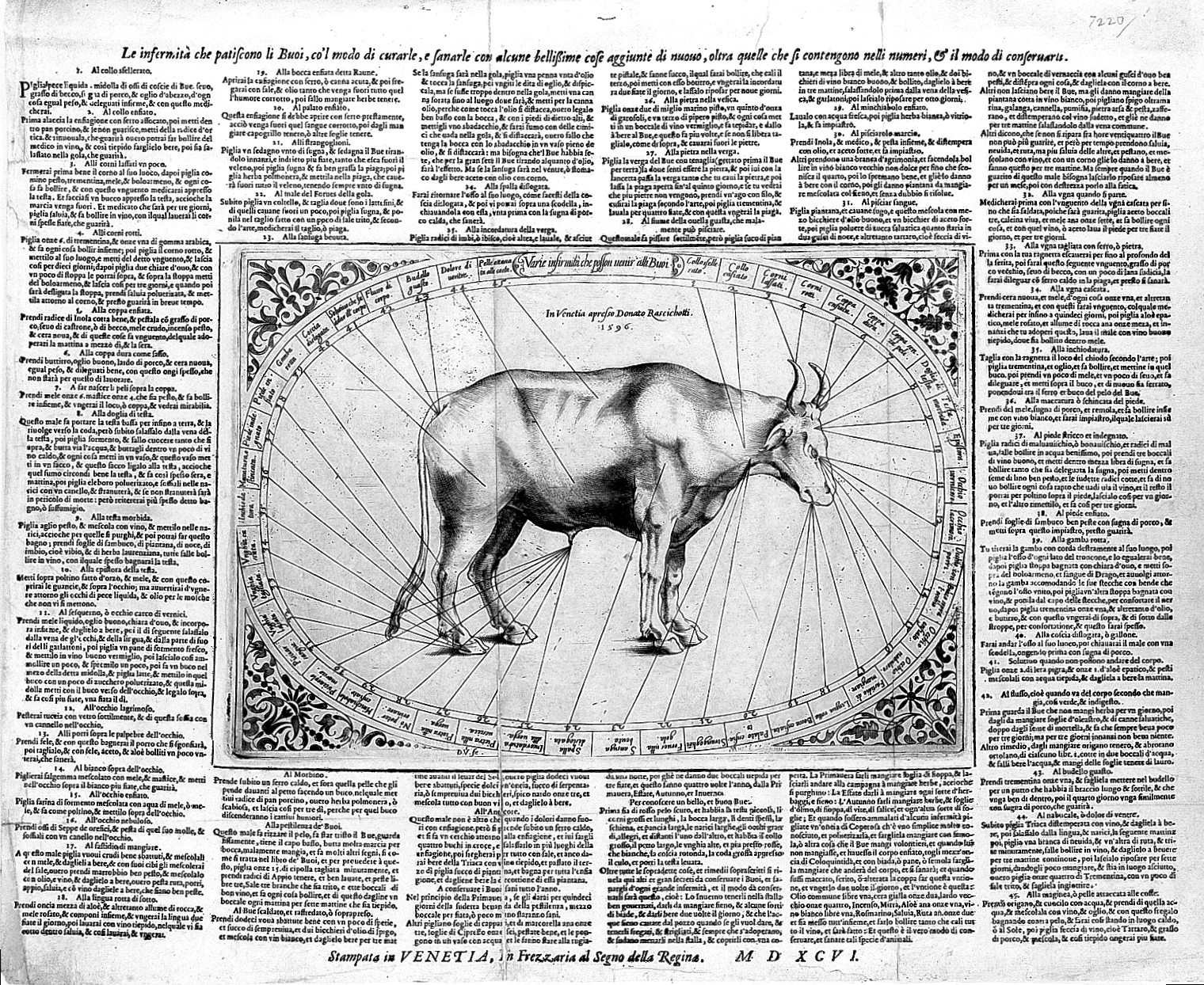
Le infermità che pastiscono li buoì, col modo di curarle e sanarle con alcune bellissime cose aggiunte di nuovo, ouvrage en italien de Donato Rascichotti, 1596.

Dans les campagnes, pendant près de huit siècles, ce sont donc des maréchaux-ferrants, des empiriques et des charlatans qui dispensent leurs pratiques et leurs remèdes aux chevaux et au bétail. Tout métier qui touche à l'animal (berger, vacher, berger, forgeron, bourreau, équarrisseur, fauconnier, piqueur) s'estime en effet compétent pour lui appliquer, sans autre fondement que le bouche-à-oreille, les remèdes « de bonne femme » les plus incohérents et les plus inutiles. Cette médecine populaire fait appel à des recettes anciennes, à base de plantes, de suppurations provoquées, de scarifications et de cautérisations révulsives, de résections et de saignées.
En dernier recours, on confie le sort de son animal à la magie ou à l'astrologie. Dans le premier cas, on lui fait porter un charme (sachet au contenu hétéroclite), on prononce une formule magique, on invoque les saints guérisseurs. Dans le second cas, on observe les phases de la lune et on règle sa conduite sur le zodiaque. Mais au-delà de cette médecine entachée de réminiscences païennes, émerge lentement une pratique laïque, voire savante, que certains qualifient de proto-vétérinaire.

## L'apport de la civilisation arabe

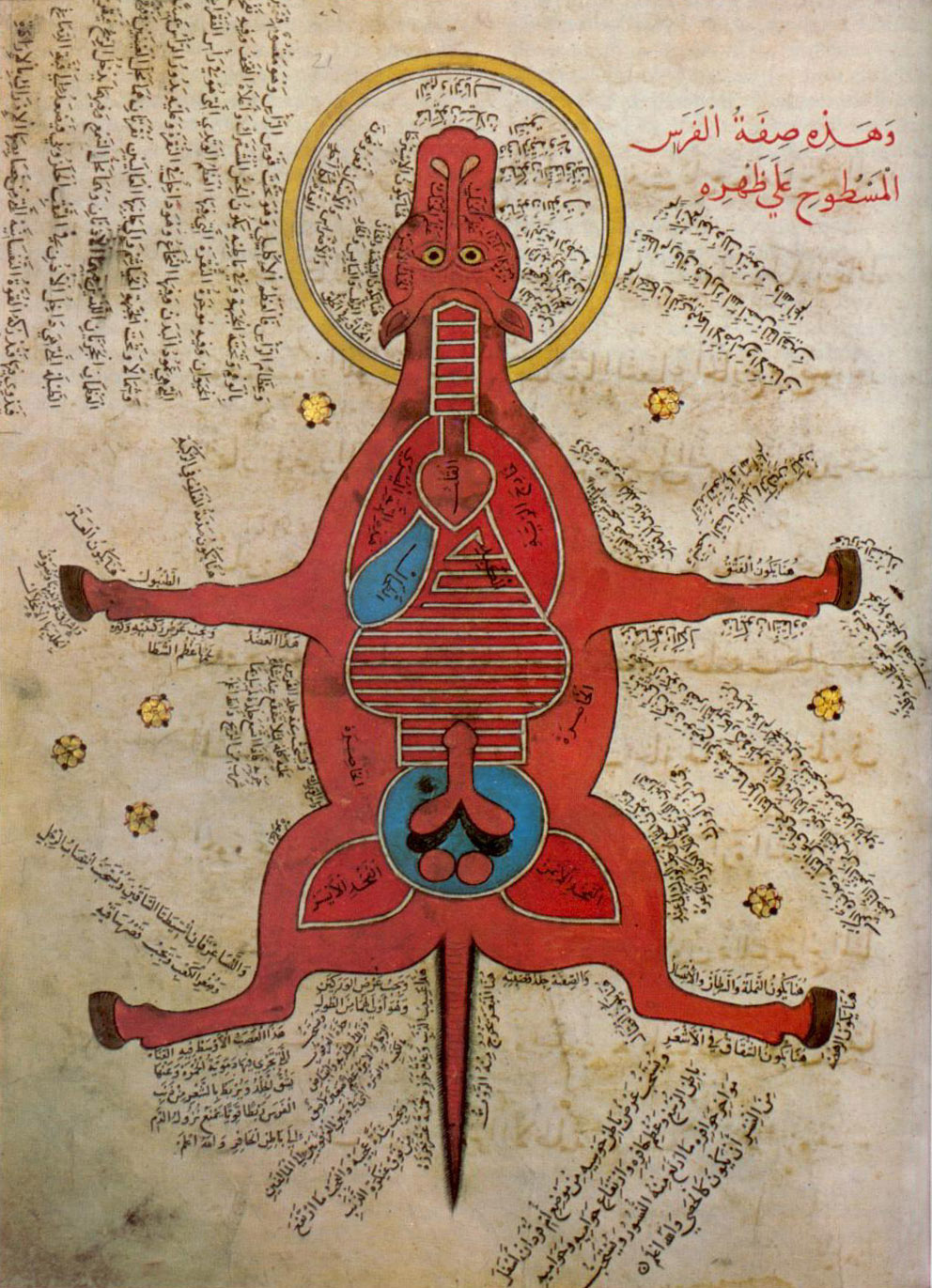
Anatomie du cheval datant du XV. Document égyptien de la bibliothèque universitaire d'Istanbul.

Pendant l'éclipse imposée par l'Église et le développement de l'empirisme, les Arabes reprennent le flambeau et, par leur relation prolongée avec la Sicile et l'Espagne, assurent la pérennité et le développement de l'hippologie (élevage et prévention) et de l'hippiatrie (soins). Leur apport concerne l'extérieur du cheval, les techniques d'élevage et de dressage, la pharmacopée. Vénérant l'animal qui a été le vecteur de leurs conquêtes, ils respectent les praticiens auxquels ils confèrent le nom al beytar. En Espagne, les albéytares étaient associés aux professions du métal au sein de la corporation des « albéytares, herradores, herreros, plateros, orfebres, caldereros, cerrajeros, escopeteros, puñaleros », sous le patronage de saint Éloi, qui réunissait maréchaux, forgerons et orfèvres. Dès le Moyen Âge, la corporation organise des examens, attestés à Valence en 1436. Le plus célèbre des albéytares, Abou Zacaria, alias Ibn al-‘Awwâm, est originaire de Séville. En Sicile, Roger II (1095-1154), et après lui Frédéric II de Hohenstaufen (1184-1250) font traduire les hippiatres grecs et arabes, et Jordanus Ruffus marescallus major de Frédéric rédige pour son maître le Traité de maréchalerie des chevaux (1240) référence du Moyen Âge qui inspirera les productions ultérieures,.
À la Renaissance, l'imprimerie, la gravure et la redécouverte des Latins et des Grecs (Végèce tout particulièrement), sortent la pratique vétérinaire de l'ornière où l'avaient plongée « le conformisme plagiaire des lettrés et l'ignorance routinière des praticiens maréchaux ». Ce n'est donc qu'au XVIe siècle, avec La Gloria del cavallo de Pasquale Caracciolo (1566) et l'ouvrage de Carlo Ruini que les hippiatres européens reprennent leurs travaux. Leurs compétences restent toutefois réservées aux chevaux de la noblesse et à ceux des armées.

## Création de l'enseignement vétérinaire

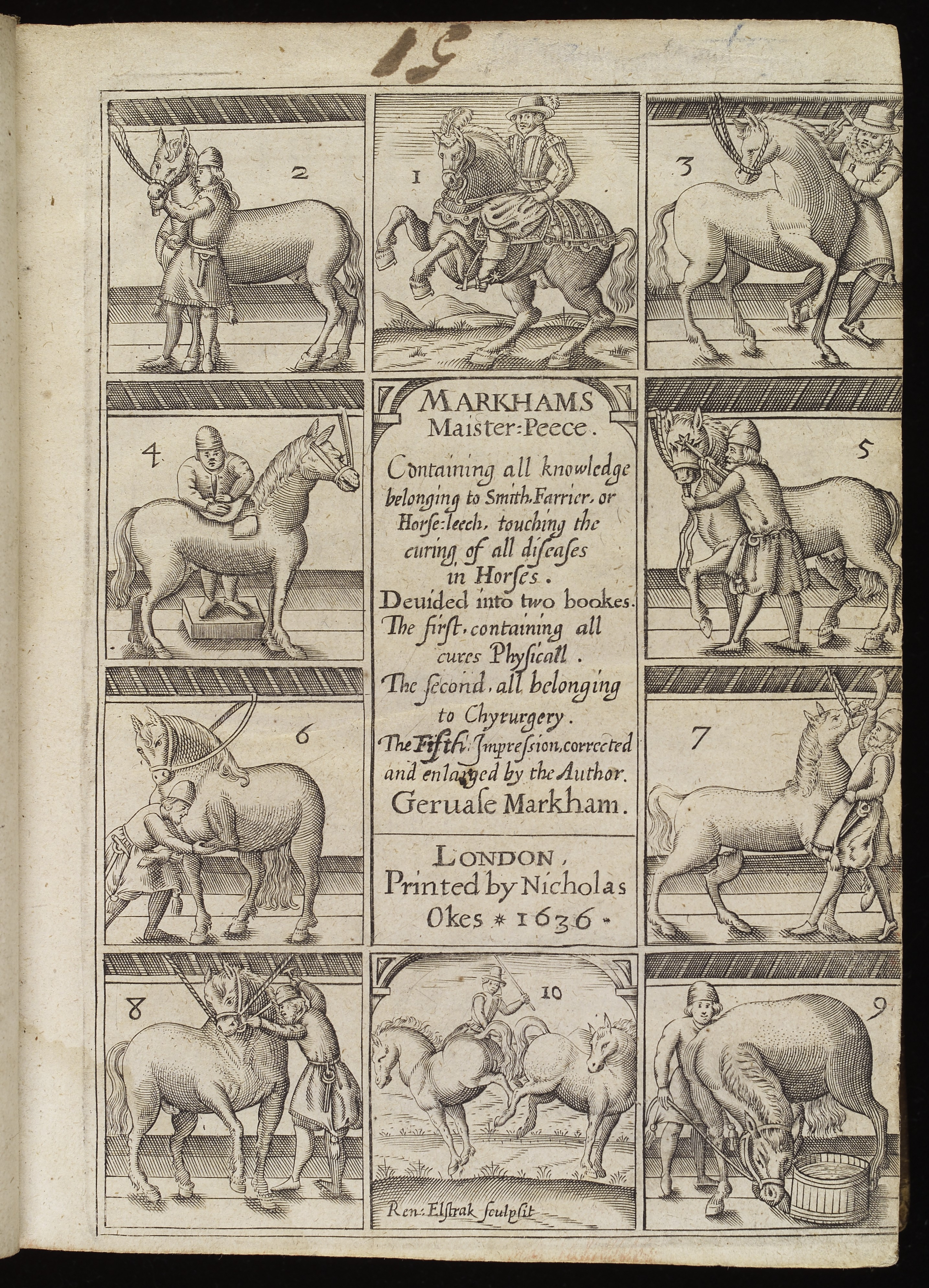
Frontispice du Markhams Maisterpeece, ouvrage en anglais de 1636, containing all knowledge belonging to smith, farrier or horse-leech touching the curing of all diseases in the horse.

C'est au XVIIIe siècle que les autorités civiles prennent conscience de la nécessité d’organiser la protection médicale du cheptel. Les conflits incessants mettent alors à mal les cavaleries des belligérants et la remonte est assurée avec difficulté. Les campagnes militaires s'accompagnent de déplacements de bétail destiné à l'approvisionnement des armées ou suivant l'exode des populations civiles, augmentant ainsi la fréquence et l’ampleur des épizooties. La fièvre aphteuse est décrite en Allemagne en 1696 ; la péripneumonie en Hesse à la même époque ; la peste bovine, venue de la vallée du Danube, envahit l’Europe occidentale en 1711 et sévit en Europe centrale pendant toute la seconde moitié du XVIIIe siècle. Les maladies parasitaires font également des dégâts dans  les effectifs équins. Les autorités établissent des mesures de police sanitaire, qui restent difficilement applicables en temps de guerre. Qui aurait d'ailleurs qualité pour identifier une maladie contagieuse ? Ainsi naît dans les esprits la nécessité de disposer d’un corps médical spécifique destiné à lutter contre les maladies du cheval et celles du bétail.
Claude Bourgelat, écuyer et chef de l’Académie d’équitation de Lyon, s'étant ménagé de puissants appuis politiques et financiers obtient que soit créée à Lyon une « École pour le traitement des maladies des bestiaux ». Il est accompagné de son compère Henri Léonard Bertin qui lui permet de l'obtenir. Cette école, unique en son genre, devient ainsi, la première école vétérinaire au monde et ouvre au début de l’année 1762 en application de l'arrêt du Conseil du Roy Louis XV du 4 août 1761,. À la fin de l'année 1762, elle compte 38 élèves. Elle a selon les textes pour vocation d'enseigner « publiquement les principes et la méthode de guérir les maladies des bestiaux, ce qui procurera insensiblement à l'agriculture du Royaume les moyens de pourvoir à la conservation du bétail dans les lieux où cette épidémie désole les campagnes... ».
Une seconde école, établie en Limousin, ouvre en février 1766, mais elle doit fermer, faute d'élèves, en 1768. Bourgelat ne s'y est pas intéressé, d'autant moins qu'il a le projet d'en créer une autre à Paris. Le 15 avril 1764, il quitte Lyon pour se mettre en quête d’un site adapté et arrête son choix sur le château d’Alfort, qu'il achète en décembre 1765 au baron de Bormes. Il devient alors « Directeur et inspecteur général des écoles vétérinaires ». Pour ce qui concerne le recrutement, ses élèves doivent être habitués à manier les chevaux. Ils sont donc essentiellement fils de cultivateurs ou, mieux encore, fils de maréchaux, car l’art de la ferrure est alors la base de l’enseignement vétérinaire. Mais ce type de recrutement touche des élèves d'un niveau culturel très moyen, sachant pour la plupart juste écrire et compter, ce qui leur attire critiques et moqueries et leur interdit d'accéder, lorsqu'ils exercent dans l'armée, au rang d’officier. Bourgelat fonde néanmoins tous ses espoirs sur la profession de maréchal-ferrant ; celle-ci, présente sur tout le territoire, doit, selon lui, évoluer vers un statut de maréchal-vétérinaire pour assurer le bon état sanitaire du cheptel, à la ville comme à la campagne.
Fin manœuvrier en politique, Bourgelat a également soin de mettre en scène l’utilité de ses protégés. Dès qu’une épizootie se déclare, il dépêche ses élèves sur le terrain pour y mettre en place les mesures qui s'imposent (hygiène et isolement, essentiellement) tout en faisant état, dans ses rapports, de nombreuses « guérisons » destinées à impressionner le public. Les premiers diplômés, dispensés par lettres patentes des règles d'accès à la maréchalerie, ont d'ailleurs maille à partir avec les maréchaux, qui estime avoir un droit de regard sur l’installation des vétérinaires.

## Empiriques, maréchaux et vétérinaires
Après la fondation de l'institution en France, les écoles vétérinaires se multiplient en Europe, le plus souvent à l'initiative de diplômés étrangers ayant fait leurs études à Lyon ou à Alfort. Dans la plupart des pays, la médecine des animaux est alors exercée parallèlement par des praticiens diplômés des écoles vétérinaires, par des maréchaux et par des empiriques. L'évolution va alors se faire, lentement et avec de singuliers retours en arrière,.
En 1850, la Belgique est un des premiers pays à trouver une solution à la cohabitation entre vétérinaires, empiriques et maréchaux :  d'une part elle réserve aux seuls diplômés des écoles vétérinaires la possibilité d’exercer la médecine et la chirurgie des animaux domestiques, d'autre part, elle institue une période transitoire tenant compte des situations de fait chez les empiriques. Ce modèle est suivi par les autres nations,.

## Concepts médico-vétérinaires antérieurs à la période scientifique

### En Occident

#### Paradigme hippocratique
Le paradigme qui tient lieu de référence absolue aux praticiens est défini par Hippocrate comme la correspondance entre le macrocosme et ses quatre éléments (eau, terre, air, feu) et le microcosme et ses quatre humeurs (sang, phlegme, bile noire, bile jaune), caractérisées par quatre qualités (humide, sec, chaud, froid), associées deux à deux pour déterminer les quatre tempéraments de Galien (sanguin, flegmatique, mélancolique et bilieux). La bonne santé correspond à l'équilibre (eucrasie) la maladie au déséquilibre (dyscrasie). Les traitements obéissent à la règle galénique contraria contrariis curantur (opposer les contraires aux contraires) ou sont destinés à évacuer les humeurs en excès (saignée, lavement, purgation, ponction). Ainsi, la fourbure, supposée venir d'un excès d'humeur sanguine chaude et sèche, est traitée par l'ingestion d'eau et par des bains froids. Parfois, on administre une association de remèdes, en laissant l'organisme choisir celui qui lui convient.
La pharmacopée fait appel aux simples et aux préparations à base de produits d'origine animale ou minérale. Les praticiens se réfèrent à Végèce, à Dioscoride ou à Ibn al-Baytâr (le « fils du vétérinaire »), qui rédige, au XIVe siècle, un compendium de la pharmacopée en usage à l'époque. Les traitements sont administrés dans la boisson (décoctions, infusions, potions, poudres), sous forme de parfum, de cataplasme, d'emplâtre, en clystère, en collyre, en compresses, sous forme topique, à l'étuve (en fumigation, en bain ou en bain de vapeur), sous forme de parfum. Le traitement s'accompagne de prescriptions diététiques et hygiéniques.

#### Prévention, soins, chirurgie
Hippologues et hippiatres  sont très tôt conscients de l'importance de l'hygiène en matière de prévention. Le choix des sujets, leur conformation, leur reproduction, leurs conditions d'élevage, d'hébergement, leur alimentation et leur exercice font l'objet de toutes les attentions. Les écrits d'Ibn al-‘Awwâm (fin du XIIe siècle) et de Pietro de' Crescenzi (fin du XIIIe siècle) en portent témoignage.
Qu'il s'agisse de soins médicaux, de soins chirurgicaux ou de pratiques magiques, ils sont codifiés par Végèce et par la tradition. En l'absence d'enseignement académique, la transmission se fait au sein de la corporation des maréchaux-ferrants, de maître à apprenti, essentiellement par la pratique. Les ouvrages de référence existent cependant, probablement ignorés de la masse illettrée.
Les maladies sont le plus souvent classées « de la tête aux pieds » ou par région du corps. Les praticiens lettrés et les maréchaux connaissent les affections de la bouche et des glandes salivaires, les coliques , la rhinite catarrhale , la rhino-pharyngite, l'angine , la pousse, la rétention d'urines, la conjonctivite, la kératite, la cataracte, l'uvéite périodique, l'entropion, le ptérygion, le tic à l'appui, la cachexie, l'échauboulure, la gale, la morve, le mal de langue (ou mal pizon), la furonculose, le tétanos, la gastrophilose et la strongylose.
En matière de soins chirurgicaux, la préoccupation première des praticiens est la contention de l'animal. Celui qui la maîtrise possède, de facto, le monopole des interventions sur le cheval et les animaux lourds. L'immobilisation du cheval requiert le plus souvent l'intervention d'un ou plusieurs assistants, ainsi que l'usage de dispositifs spécifiques : entraves, tord-nez, barres et sangles de suspension, travail. De ce fait, les maréchaux se trouvent en première ligne pour opérer. Dès le milieu du XIIIe siècle, Borgognoni pratique l'anesthésie générale au moyen d'une préparation opiacée.
Les praticiens connaissent et traitent l'hématome, le chancre ulcéreux, les tumeurs inflammatoires, les fistules, les chéloïdes, les verrues, les plaies de harnachement, les crevasses, la lymphangite, les suros, les entorses, les luxations, l'accrochement de la rotule, les arthrites traumatiques suppurées, les hydropisies synoviales, les atteintes tendineuses. Confié au maréchal-ferrant, devenu plus tard maréchal-expert, le pied est l'objet de toutes les attentions et ses affections sont connues dans le détail. Les instruments utilisés demeurent inchangés pendant des siècles et jusqu'à l'époque moderne. Les maréchaux ont également recours aux abcès de fixation, aux feux appliqués en pointe ou en raies. Ils procèdent à l'amincissement de la corne, à la dessolure et à la ferrure orthopédique. La castration du cheval est pratiquée sur l'animal debout ou couché.
Les proto-chirurgiens vétérinaires procèdent au lavage du champ opératoire, pratiquent la détersion et le débridement des plaies, l'incision, la scarification, la ponction, l'exérèse, la dilacération hémostatique des tissus, la ligature, la suture avec pose de drains, les pansements. La saignée, hygiénique ou thérapeutique, reste pendant des siècles une pratique centrale. Le système veineux n'étant alors pas considéré comme communicant, le siège de l'intervention est, en conséquence, choisi en fonction des symptômes.

### En Orient

#### Soins aux animaux en Chine

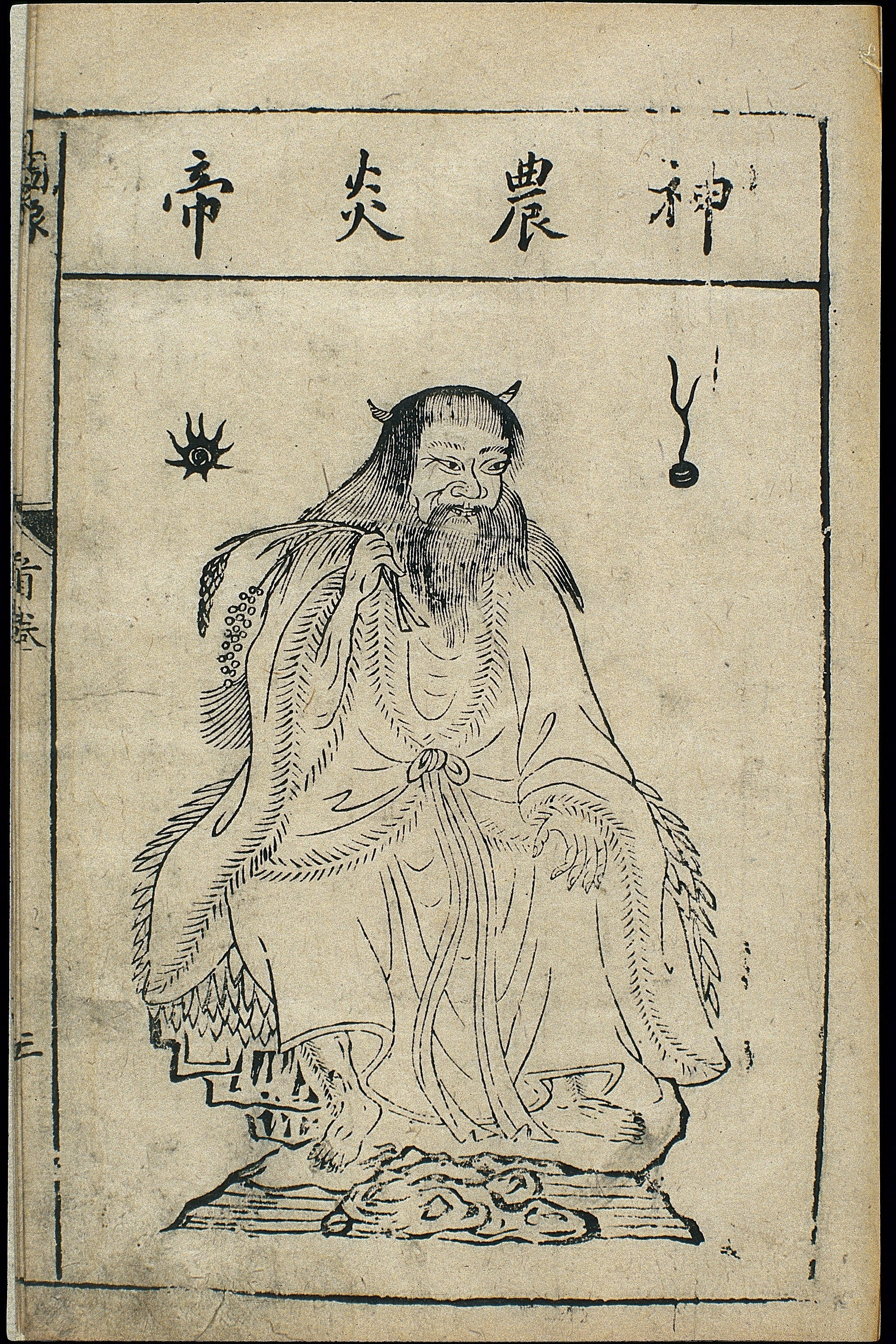
Gravure attribuée à Gan Bozong (période Tang, 618-907), représentant Shen Nong, le père mythique de la médecine traditionnelle chinoise, auteur supposé du Shennong bencao jing. Selon la tradition il possède une tête de buffle. Il est ici figuré avec des cornes (collection Wellcome).

En Chine, l'art vétérinaire est mentionné pour la première fois dans le Classique des rites des Zhou (IIIe-IVe siècle av. J.-C.). Chargé de soigner « les maladies générales, les ulcères et les maladies suppurantes des animaux », le vétérinaire est rémunéré en fonction de ses réussites. Il fait usage de décoctions dont il abreuve les animaux malades, il les fait déambuler pour examiner leur pouls et pratique sur eux au moins des rudiments d'acupuncture. En cas d'abcès, il incise pour faire sortir le mal.
Sous les Han, le Traité sur la matière médicale de Shen Nong (Shennong bencao jing) liste trois remèdes destinés aux animaux. Des lattes de bambous découvertes dans des tombes de la même dynastie portent la recette de pilules destinées aux chevaux. Tout comme en Occident, l'espèce équine est en effet, du fait de son importance militaire et civile, l'objet de toutes les attentions. Sous les Sui, les traités d'hippiatrie se multiplient, comprenant des cartes d'acupuncture au moins aussi avancées que leurs équivalents humains. À côté du cheval, le buffle figure en bonne place, et le mouton, les volailles, le chien et le porc sont également mentionnés. De nombreuses affections sont décrites. Dès le IVe siècle, on évoque l'évaluation du cheval, la détermination de son âge par l'examen de la dentition. La fouille rectale, la saignée (pratiquée à la fois à la langue et aux quatre membres) et les fumigations sont des techniques connues. Sous les Tang (618-907), les échanges se multiplient avec les autres pays d'Asie. De nombreux traités sont publiés, dont au moins six sur le cheval et un sur le buffle. L'administration impériale comporte désormais un département vétérinaire composé de trois fonctionnaires et rattaché au chef des médecins mongols, dont la connaissance intime du cheval constitue alors un apport déterminant. L'histoire officielle des Song retient huit traités vétérinaires, dont un consacré à l'acupuncture, trois au cheval, un au buffle, deux au chameau et un aux rapaces. Sous les Yuan, dynastie mongole de cavaliers émérites, l'hippiatrie poursuit son développement, marqué par la rédaction du Traité sublime des soins au coursier.
Sous les Ming (1368-1644), deux vétérinaires, Yu Benyuan et Yu Benheng, compilent les connaissances de leurs prédécesseurs et rédigent le Recueil des soins du cheval, buffle et chameau écrit par Yuan et Heng (réédité en 1979). La section dédiée au cheval est par exemple divisée en chapitres traitant de son élevage et de son alimentation ; de la physiologie et de la pathologie des viscères et des organes ; du diagnostic (anamnèse, examen du pouls, examen olfactif et examen visuel) ; de l'acupuncture, de l'usage des aiguilles chauffées et des feux ; de la chirurgie (extraction des filaires, opération de la cataracte, laryngotomie). L'ensemble est très marqué par l'approche de la médecine traditionnelle chinoise, avec une grande importance accordée au calendrier, à la correspondance entre microcosme et macrocosme et à la correspondance entre les cinq couleurs, les cinq viscères et les cinq éléments. Un chapitre intitulé Questions simples de Dongxi est présenté sous forme de questions-réponses. Enfin, les deux derniers chapitres consacrés au cheval traitent de la pharmacopée et des maladies.
Cet héritage est toujours vivace et le Centre chinois de recherches en médecine vétérinaire traditionnelle, fondé en 1949, en a préservé les traditions, allant même jusqu'à développer des chartes d'acupuncture adaptées au chien, au chat, au porc et aux volailles, tous animaux considérés précédemment comme indignes de la moindre attention.

#### Soins aux animaux en Inde

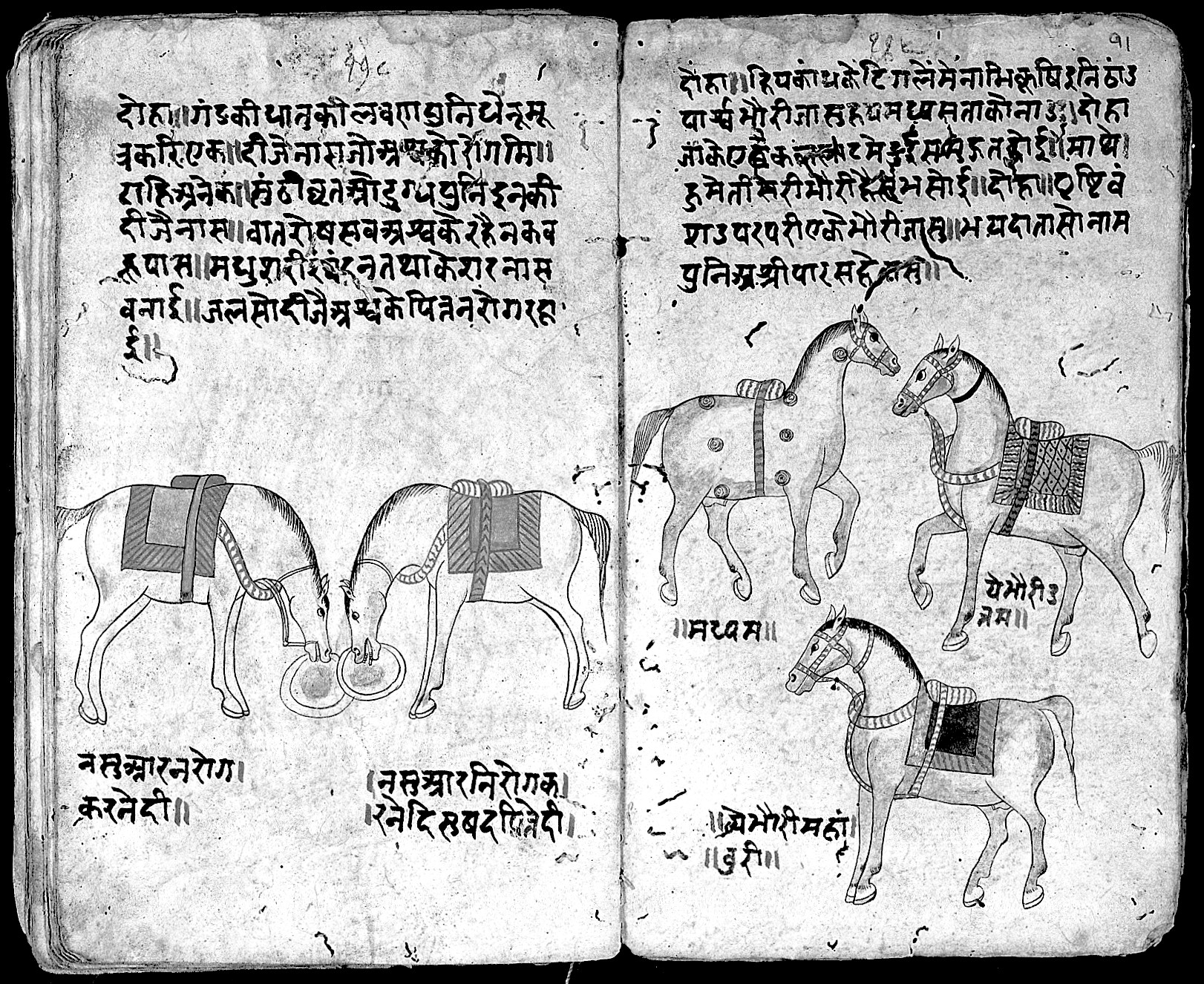
Manuscrit vétérinaire indien (Asvacikitsa).

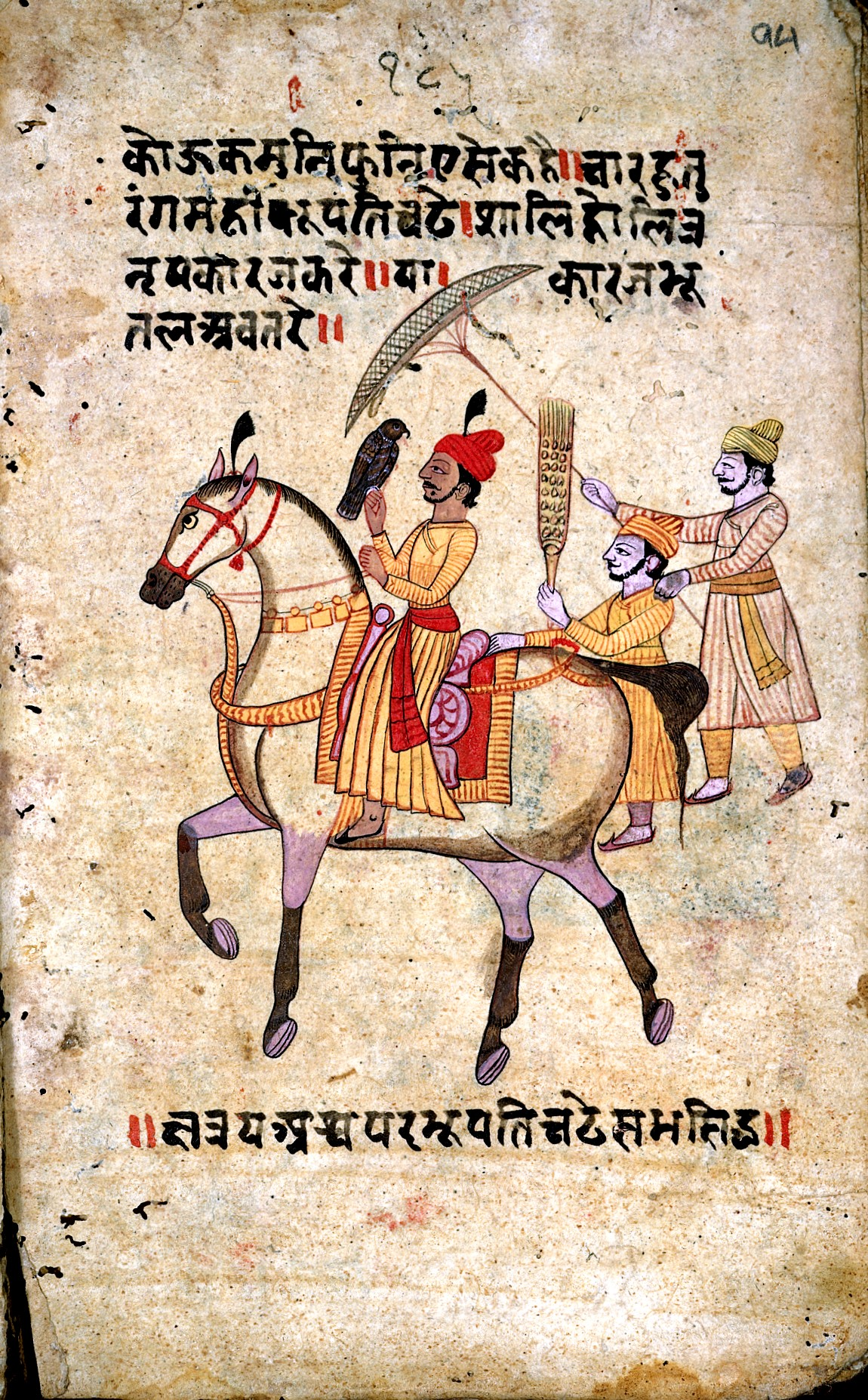
Comme le cheval, les oiseaux de proie utilisés pour la fauconnerie sont considérés comme des animaux dignes de soins. Manuscrit vétérinaire indien (Asvacikitsa).

En Inde, les plus anciennes mentions de soins aux animaux figurent dans les livres sacrés de la religion védique composés entre 1500 et 600 av. J.-C. L'Atharva-Véda évoque ainsi un onguent destiné à l'homme, mais aussi aux vaches et aux chevaux, et parle du comportement du sanglier et de la mangouste qui « connai(ssen)t l'herbe qui guérit ». Vers la fin de la période védique, la médecine indienne se constitue en un système cohérent, l’Ayurveda, (ou « savoir sur la longévité ») qui sert de modèle à la médecine vétérinaire qui se développe au cours des huit siècles qui précèdent le début de l'ère chrétienne. Elle produit une littérature spécialisée qui fait l'objet de traductions en tibétain, en arabe et en persan. Les textes qui nous sont parvenus traitent essentiellement du cheval et de l'éléphant.
Le plus ancien texte connu, probablement antérieur au Xe siècle, est un traité intitulé Açvâyurvedasiddhânta, ou « Système complet de l’Ayurveda des chevaux », attribué à Salihotra. On en connaît une version tibétaine transcrite au début du XIe siècle et il a été traduit en persan au XIe siècle. Le même auteur aurait rédigé l'Açvalakshanaçâstra ou « Traité sur les marques des chevaux » et l'Açvapraçamsa ou « Éloge des chevaux ». D'autres traités d'hippologie et d'hippiatrie sont également connus : aux alentours de l'an 1000, Nakula compose l'Açvacikitsita, « Thérapeutique des chevaux », et XIIIe siècle Jayadatta rédige l'Açvavaidyaka, « Le médecin des chevaux ». Au Moyen Âge, les connaissances antérieures concernant la médecine des éléphants sont regroupées dans un traité intitulé Hastyâyurveda, « l'Âyurveda des éléphants », attribué à Pâlakâpya. Au début du XVIIIe siècle, l'Hastividyârnava, « Océan de la connaissance des éléphants » est orné de miniatures illustrant la capture des animaux, leurs mœurs, les techniques de dressage et les soins à leur donner. L'ouvrage reprend également les croyances populaires et les pratiques magico-religieuses en cours à l'époque. Du XVe-XVIe siècle, on connait un traité de fauconnerie, le Syainikaçâstra.
En dehors des ouvrages spécialisés, on trouve des mentions vétérinaires dans les traités généraux d’Ayurveda et dans des textes non médicaux. Au XVIIIe siècle, le Sivatattvaratnâkara, un ouvrage encyclopédique, consacre trois chapitres (sur une trentaine dédiés à la médecine ayurvédique) à la médecine vétérinaire : éléphantologie ; hippologie et l'hippiatrie ; soins au bétail et autres animaux domestiques.
Les connaissances anatomiques des proto-vétérinaires indiens sont assez étendues mais leur attention se concentre, comme l'enseigne la chirurgie ayurvédique, sur les régions vulnérables, ce qui leur permet d'opérer un animal en évitant de léser un organe vital. Pour le reste, le paradigme est celui de l’Ayurveda classique : la santé de l'animal dépend de l'équilibre et du bon fonctionnement du tri-dosha, les trois principes vitaux ou les « trois troubles » : le « vent » (vâyu, le plus important), la « bile » (pitta) et le « phlegme » (kapha ou çleshman). Les maladies proviennent du déséquilibre de ces principes ou de l'une de leurs formes secondaires, engendré par le comportement de l'animal, son caractère, son alimentation, son mode de vie, la saison, l'habitat, etc. Les « maladies du vent » sont les plus nombreuses. Un exemple de classification est fournie par le Hastyâyurveda, qui distingue chez l'éléphant deux types d'états morbides : les maladies endogènes, attribuées au dérangement des principes vitaux, et les maladies exogènes, résultant principalement de traumatismes.
En médecine ayurvédique, la prévention, basée sur l'hygiène générale et alimentaire, occupe une place importante. Les textes insistent sur l'hygiène des animaux, de leur alimentation, des étables et des écuries ainsi que sur la nécessité de renforcer l'état général par l'emploi de toniques, d'aphrodisiaques (vâjîkarana) et de stimulants ou d'« élixirs de longue vie » (rasâyana) ,.
Comme son homologue humaine, la médecine vétérinaire ayurvédique est divisée en huit branches : chirurgie générale, thérapeutique générale, ophtalmologie et oto-rhino-laryngologie, pédiatrie, toxicologie, traitements fortifiants, démonologie, et emploi des aphrodisiaques. Les principaux remèdes sont à base de plantes ou de substances d'origine animale ou minérale, administrés sous forme de poudres, de décoctions, d'électuaires, de lavement, d'onguents, de beurres médicinaux ou de sternutatoires. La composition des mélanges est extrêmement complexe, visant à contrebalancer, accroître ou prolonger les effets d'un composant par les propriétés des autres. Certaines préparations se présentent comme des bases auxquelles il est possible d'ajouter des ingrédients pour les adapter au traitement d'espèces animales différentes. Une place particulière est réservée, en hippiatrie, aux procédés de sudorification, aux cautérisations et à la saignée.
Depuis son indépendance en 1947, l'Inde, reconnaissant les services rendus par les médecines traditionnelles, leur a donné un nouvel essor, dont a bénéficié la médecine vétérinaire traditionnelle. Les vétérinaires indiens restent aujourd'hui les grands spécialistes de l'éléphant. Plusieurs laboratoires produisent, selon des procédés modernes, des préparations vétérinaires ancestrales commercialisées dans tout le sous-continent. Le recensement des espèces végétales utilisées en médecine traditionnelle a été achevé dans les années 1970, mais ce champ de la connaissance est loin d'avoir été totalement investigué.